# Annie Cordy

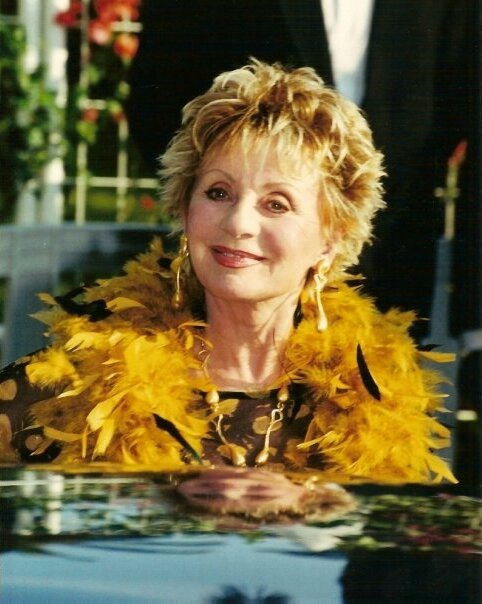
Annie Cordy in Cannes, 2001

Annie Cordy, geboren als Léonie Cooreman, (* 16. Juni 1928 in Brüssel; † 4. September 2020 in Vallauris, Frankreich) war eine belgische, überwiegend in Frankreich tätige Schauspielerin und Sängerin.

## Leben
Cordy nahm als Jugendliche an Gesangswettbewerben teil und trat als Sängerin zuerst in Belgien, ab 1950 auch im Lido in Paris auf. Nachdem sie den Musikwettbewerb Prix Maurice Chevalier gewonnen hatte, wurde sie als populäre Operettendarstellerin für Musik- und Gesangsfilme engagiert.
Im weiteren Verlauf ihrer Karriere erhielt sie Charakterrollen in anspruchsvolleren Filmen. So gab ihr Claude Chabrol eine Rolle in dem Psychothriller Der Riß neben Stéphane Audran und Jean-Pierre Cassel. Im Jahr 1971 spielte sie eine Nebenrolle in Die Katze von Pierre Granier-Deferre an der Seite von Jean Gabin.
Parallel zu ihrem filmischen Schaffen, das sich auch auf Fernsehserien erstreckte, trat Cordy regelmäßig im Musiktheater auf.
In dem Comicalbum Asterix bei den Belgiern wird sie als Kantine (im Original Nicotine), die Frau des belgischen Häuptlings Stellartoix, karikiert.
Im Brüsseler Vorort Laeken, in dem Cordy aufgewachsen ist, wurde ein Park nach ihr benannt.

## Ehrungen
- 1992: Ordre des Arts et des Lettres (Komtur)[5]
- 1998: Belgischer Leopoldsorden (Ritter)[6]
- 2004: Ehrenbürgerin der Stadt Brüssel[7]
- 2014: Belgischer Kronenorden (Kommandeur)[8]

Im September 2020 entschied die Brüsseler Stadtregierung, dass der ehemals nach Leopold II. benannte Straßentunnel im Nordwesten der belgischen Hauptstadt nach Annie Cordy umbenannt werden soll.

## Filmografie (Auswahl)
- 1953: Versailles – Könige und Frauen (Si Versailles m’était conté…)
- 1954: Der Sonntagsangler (Poisson d’avril)
- 1955: Die tolle Residenz (Bonjour sourire)
- 1956: Der Sänger von Mexiko (Le chanteur de Mexico)
- 1957: Tabarin
- 1957: Viktor und Viktoria
- 1958: Der Club der flotten Bienen (Cigarettes, whisky et p’tites pépées)
- 1965: Eddie, Blüten und Blondinen (Ces dames s’en mêlent)
- 1969: Kasimir, mir graut vor dir (Le bourgeois gentil mec)
- 1970: Der aus dem Regen kam (Le passager de la pluie)
- 1970: Der Riß (La rupture)
- 1971: Die Katze (Le chat)
- 1971: Die Liebenden von Etretat (Les galets d’Étretat)
- 1971: Unternehmen Feuertor (Le portes de feu)
- 1972: Durch Paris mit Ach und Krach (Elle court, elle court la banlieue)
- 1972: Gefährlicher Partner (Le mataf)
- 1973: Die Gaspards (Les Gaspards)
- 1994: Blonde Vergeltung (La vengeance d’une blonde)
- 1994: Das Herz einer Mutter (Baldipata)
- 2004: Madame Édouard
- 2008: Disco
- 2008: Le crime est notre affaire
- 2009: Vorsicht Sehnsucht (Les herbes folles)
- 2011: Crimes en sourdine
- 2014: 137 Karat – Ein fast perfekter Coup (Le dernier diamant)
- 2014: Zu Ende ist alles erst am Schluss (Les souvenirs)
- 2015: Chefs (Fernsehserie, 6 Episoden)
- 2016: Le cancre
- 2018: Tamara: Volume 2
- 2018: Illiterate (Illettré)

## Diskografie (Auswahl)

### Alben
| Jahr | Titel                                 | Höchstplatzierung, Gesamtwochen, AuszeichnungChartplatzierungen (Jahr, Titel, Platzierungen, Wochen, Auszeichnungen, Anmerkungen) | Höchstplatzierung, Gesamtwochen, AuszeichnungChartplatzierungen (Jahr, Titel, Platzierungen, Wochen, Auszeichnungen, Anmerkungen) | Anmerkungen                                                         |
| Jahr | Titel                                 | FR | BEW | Anmerkungen                                                         |
| ---- | ------------------------------------- | --- | --- | ------------------------------------------------------------------- |
| 1998 | Best Of                               | — | BEW29 (4 Wo.)BEW |                                                                     |
| 2004 | Les plus grands succès                | — | BEW13 (15 Wo.)BEW | Best-of-Album Charteinstieg in BEW 2020                             |
| 2012 | Ça me plaît …                         | FR180 (1 Wo.)FR | BEW69 (13 Wo.)BEW |                                                                     |
| 2014 | Annie Cordy chante Noël               | FR86 (4 Wo.)FR | — |                                                                     |
| 2015 | Ma vie en musique - Best of 50 titres | FR96 (3 Wo.)FR | BEW23 (5 Wo.)BEW | Kam in Belgien erst nach ihrem Tod im September 2020 in die Charts. |

Weitere Alben
- 1974: Show (FR: Gold)[11]

### Singles
| Jahr | Titel Album | Höchstplatzierung, Gesamtwochen, AuszeichnungChartsChartplatzierungen (Jahr, Titel, Album, Platzierungen, Wochen, Auszeichnungen, Anmerkungen) | Anmerkungen |
| Jahr | Titel Album | FR | Anmerkungen |
| ---- | ----------- | --- | ----------- |
| 1985 | Cho ka ka o | FR18 (23 Wo.)FR |             |

Weitere Singles
- 1975: La Bonne Du Curé (FR: Platin)
- 1980: Tata Yoyo (FR: Gold)